# Doxa
Doxa (Oldgræsk: δόξα; ‘opfattelse’, ‘mening’, ‘forestilling’, ‘tro’, mm.).
Begrebet refererer til en almen eller “fælles mening”, som en gruppe mennesker eller et individ har. Platon stiller begrebet i modsætning til episteme, sand viden, som ikke kan være på andre måder. Begrebet doxa er essentielt for retorik fordi dets område er, hvad som kan være på andre måder. Inden for retorik er det ens modtagers doxa, der bruges som udgangspunkt til at skabe sin tale og/eller argument for at nå ind til og forsøge at overbevise modtageren.
Inden for sociologien findes begrebet hos den franske sociolog Pierre Bourdieu, der med doxa henviser til de sociale normer, som er gyldige i et givent felt. Disse normer udspringer af feltets overbevisninger, der bliver set som naturlige, sande og derfor ikke socialt betingede.
Ordet doxa ses udvidet i ortodoksi (‘rettroenhed’, ‘ret tilbedelse’) og heterodoksi (‘af en anden mening’).

## Definitioner

### Platon
I Platons tekst Gorgias kritiserer han sofisterne for gennem deres talekunst at manipulere folks doxa og dermed vildlede dem i, hvad der er sandt eller retfærdigt. Doxa er her en negativ pseudo-sandhed som retorikken overtaler gennem, hvorimod episteme er den evige sandhed, som filosoffer ved hjælp af erkendelse og dialektik forsøger at nå frem til. Dikotomien og de modsatte konnotationer mellem doxa og episteme kan sammenføres med Platons idelære, altså at ideer og universaler eksisterer uafhængigt af materien og menneskets bevidsthed. Der eksisterer guddommelig sandhed og viden, som mennesket kan opnå, og derfor kan omtvistelig mening eller holdning, doxa, være misledende.
At bruge modtagerens doxa til at tale ud fra, medførte i hans øjne også problemet, at man kun kunne sige noget, som allerede var etableret og aldrig noget nyt. 
I hans senere tekst Faidros kan man dog argumentere for, at hans holdning til doxa og retorikken ikke længere er så sort og hvid.

### Aristoteles
Aristoteles definerer doxa som de forestillinger en gruppe opfatter som sande. Doxa er en (fælles) sandhed, som er skabt af holdninger, en selvfølge eller noget som ikke bliver betvivlet.
I kontrast til Platons definition ser Aristoteles doxa som et skridt på vejen imod sandheden eller en måde at nå ind til mennesker for at få dem til at indse sandheden. Aristoteles mener, at sandhed eller fakta ikke nødvendigvis er nok til at overbevise nogen om noget, hvis det går imod deres doxa. Derfor er retorik i Aristoteles’ øjne også langt mere brugbar end i Platons. Retorikken kan med sit udgangspunkt og mål i doxa ændre fælles holdninger imod en sandhed ved at overbevise modtageren, en gruppe eller en individ. Ud fra doxa skal de tre appelformer (gr. pisteis) i en tale dannes.
Aristoteles’ syn på sandhed ses tættere på materien og bevidstheden, som man derfra kan hæve sig over. Dette kan igen sammenføres til universaliestriden, og hans holdning til, at universalierne også “eksisterer” i det partikulære. 

### Pierre Bourdieu
Pierre Bourdieu udvider Aristoteles’ doxa-begreb til også at favne tanke- og sprogmønstre, valg af beklædning, mm. Doxa eksisterer i hver sociale gruppering, og er en form for kompetence, der læres for at kunne være en social aktør, “en mängd oupplösligen kognitiva och värderande föreställningar och fördomar”. Det er regler som konstant reproduceres, men som anerkendes af feltets individer og er dets "fælles overbevisning".
Selve denne kompetence er dog usynlig og svær for aktøreren selv at indse og beskrive, eftersom tilegnelsen bliver den måde, man ser verden på. Om et individ passer ind i et felts doxa afhænger af individets kapitalsammensætning. De to begreber, habitus og doxa, er således nært beslægtede.
Doxa bliver i dette perspektiv hele den målestok, man ser og måler verden ud fra. Derfor er det også essentielt i et demokratisk styre, eftersom den fælles mening ofte vil være grundlag for, hvilke love og regler, skrevne og uskrevne, der eksisterer i et demokratisk samfund.

## Doxa og doxologi
Den svenske filosof og retoriker Mats Rosengren (sv) argumenterer for, at retorik er en slags videnskab om doxa, en doxologi. Retorik har til formål at undersøge og kortlægge doxa. 
Rosengren arbejder ud fra Protagoras’ idé om homo mensura, mennesket som altings målestok. Denne læresætning kan ses som en forløber for Bourdieus doxa, fordi den også indbefatter menneskets perspektiv som sandhedsskabende. 
En videreudvikling af denne tankegang mener Rosengren er den doxistiske viden, altså at al viden som vi danner er farvet af mennesket, dets perspektiv og doxa. Derudfra mener han, at det er umuligt at skabe ikke-doxisk viden, fordi viden kræver et menneskes erkendelse. Rosengren afsiger i denne tankegang at episteme, det modsatte af doxa, kan eksistere og mener i stedet, at det er viden udsprunget fra en doxa.